# رالف جونستون
رالف جونستون هو فلاح كندي، ولد في 5 مايو 1914 في لونج ريفر ، جزيرة الأمير إدوارد في كندا، وتوفي في 25 أغسطس 2010 في سمرسايد، كندا ‏ في كندا.